# ناثان شابمان
ناثان شابمان (بالإنجليزية: Nathan Chapman)‏ هو جندي أمريكي، ولد في 23 أبريل 1970، وتوفي في 4 يناير 2002 في غرديز في أفغانستان.